# Elaeocarpus gaussenii
Elaeocarpus gaussenii là một loài thực vật có hoa thuộc họ Elaeocarpaceae.
Nó chỉ được tìm thấy ở Ấn Độ.
Nó bị đe dọa do mất môi trường sống.